# James R. Golka
James Robert Golka (Grand Island, 22 de septiembre de 1966) es un prelado estadounidense de la Iglesia católica que se ha desempeñado como obispo de la Diócesis de Colorado Springs en Colorado desde 2021.

## Biografía

### Primeros años y formación
Nació en Grand Island, Nebraska, fue uno de diez hijos del matrimonio de Robert y Patricia Golka.
Asistió a la escuela secundaria católica Grand Island Central, donde jugó al fútbol. Durante su tiempo en la Universidad de Creighton, comenzó a hablar sobre ingresar al sacerdocio con los jesuitas. 
Después de graduarse de la universidad, pasó un año como voluntario en una escuela secundaria en la reserva india de Pine Ridge en Dakota del Sur en lo que llamó una prueba de su deseo de convertirse en sacerdote.

### Sacerdocio
El 3 de junio de 1994, fue ordenado sacerdote para la Diócesis de Grand Island por el obispo Lawrence McNamara.  
Junto con las asignaciones parroquiales como vicario parroquial y párroco, se desempeñó como director de formación continua del clero, director de retiros diocesanos para jóvenes, presidente de la Federación de la Comisión Litúrgica Diocesana, presidente de la Junta de Personal, miembro del Consejo Diocesano de Finanzas, del Consejo Presbiteral y la Junta de Pensiones. Fue como rector y párroco de la Catedral de la Natividad de la Santísima Virgen María.

## Episcopado

### Obispo de Colorado Springs
El 30 de abril de 2021, el papa Francisco lo nombró obispo de Colorado Springs.  El 29 de junio del mismo año, fue consagrado por el arzobispo Samuel J. Aquila.